# Bruck in der Oberpfalz

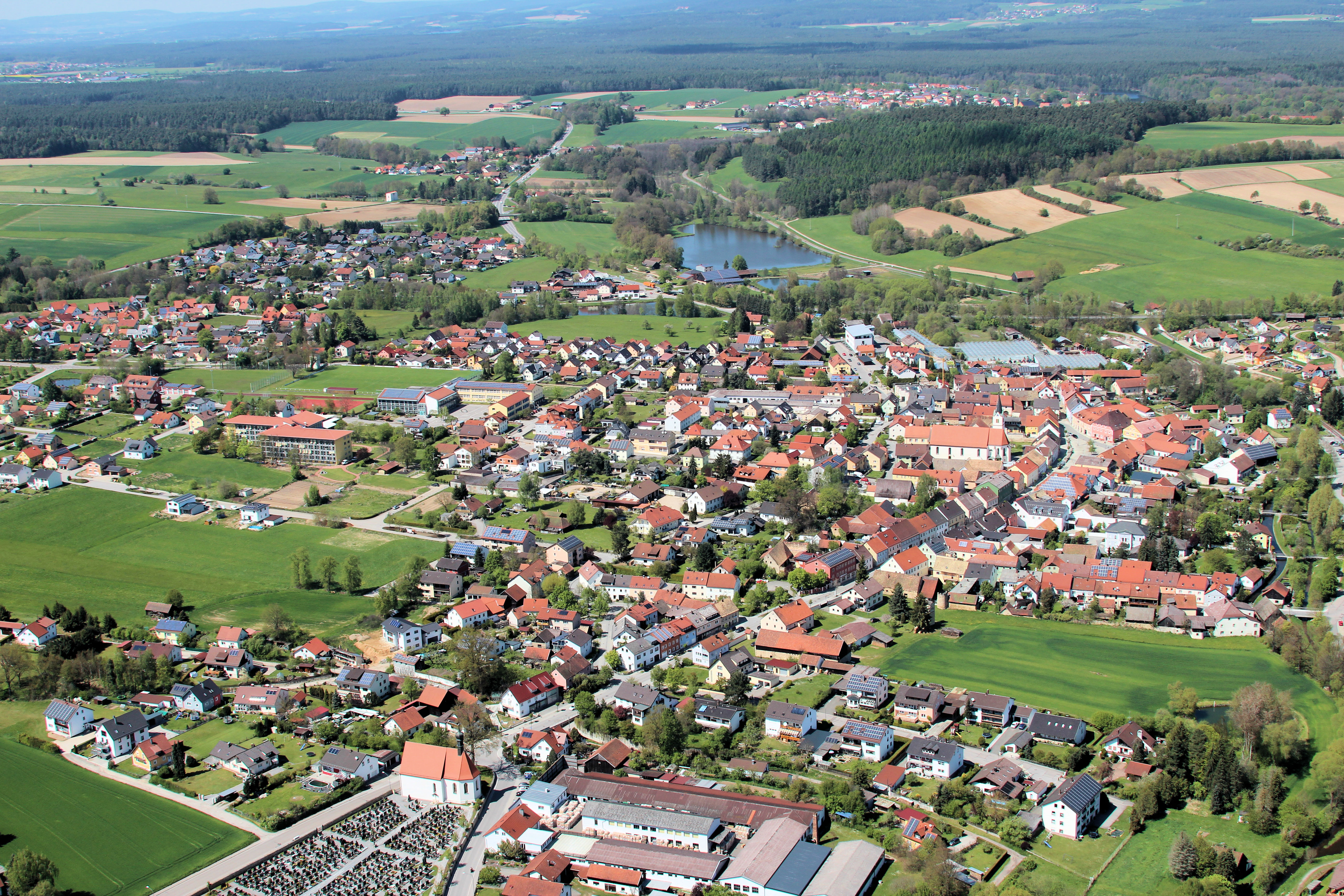
Bruck (2017)

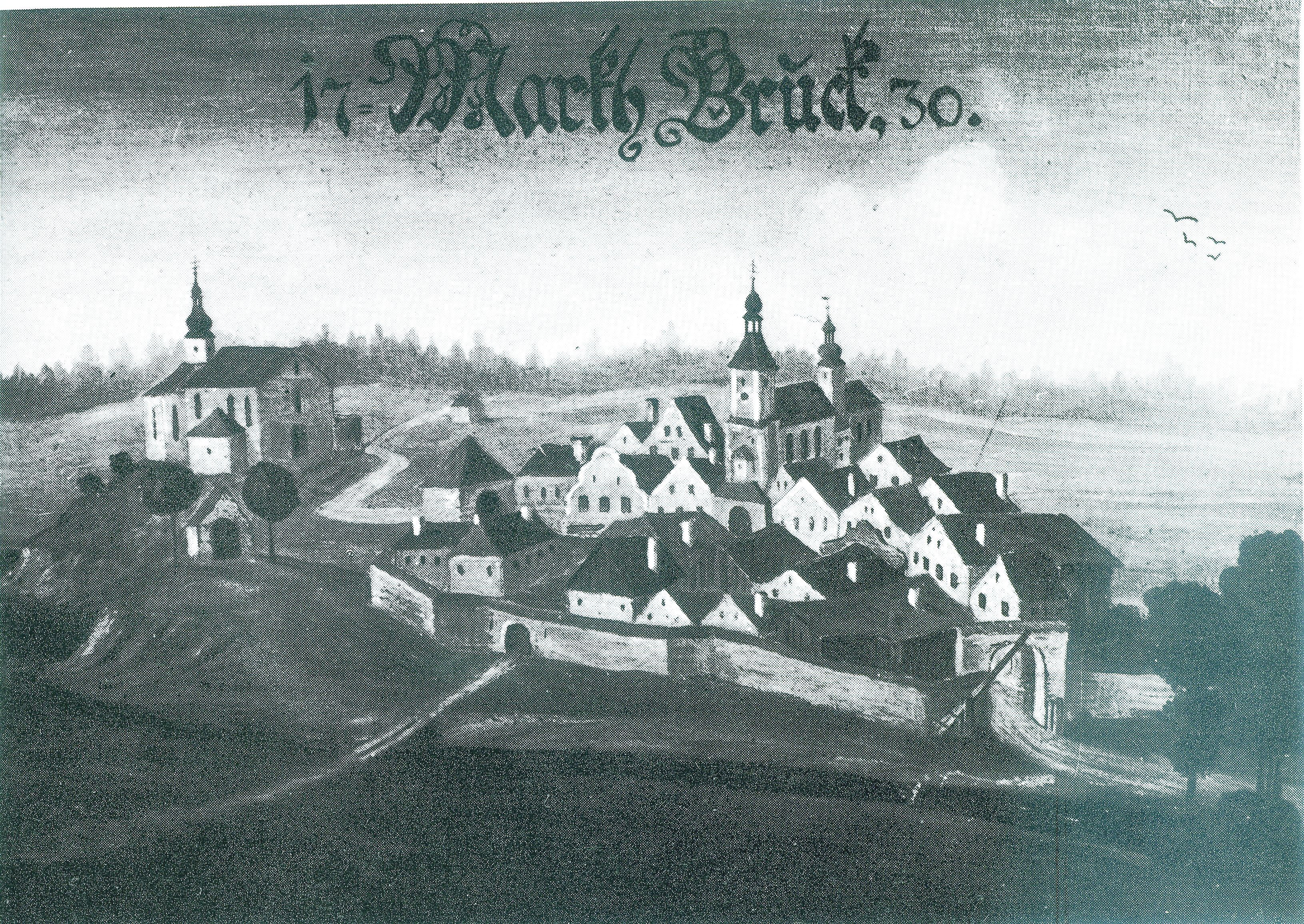
Ansicht von Bruck in der Oberpfalz nach einem Ölgemälde von 1730

Bruck in der Oberpfalz (amtlich: Bruck i.d.OPf.) ist ein Markt im Oberpfälzer Landkreis Schwandorf.

## Geographie

### Geographische Lage
Bruck liegt in der Oberpfalz im Naturpark Oberer Bayerischer Wald, ca. 35 Kilometer nordöstlich von Regensburg an der Bundesstraße 85. Der Ort gehört zum Naturraum Bodenwöhrer Bucht. Durch Bruck fließt der Sulzbach, der im Hammersee in Bodenwöhr entsteht und in Nittenau in den Regen mündet.

### Gemeindegliederung
Die Gemeinde hat 22 Gemeindeteile (in Klammern ist der Siedlungstyp angegeben):
- Birkhof (Einöde)
- Bruck i.d.OPf. (Hauptort)
- Gipfelberg (Einöde)
- Grubmühl
- Hinterrandsberg (Weiler)
- Hinterthürn (Einöde)
- Hoffeld (Weiler)
- Hofing (Einöde)
- Kellerhof (Einöde)
- Kobl (Weiler)
- Kölbldorf (Weiler)
- Mappach (Dorf)
- Mögendorf (Dorf)
- Ried (Weiler)
- Sankt Hubertus (Einöde)
- Schöngras (Kirchdorf)
- Sollbach (Dorf)
- Sulzmühl (Einöde)
- Vorderrandsberg (Dorf)
- Vorderthürn (Dorf)
- Wackenried (Einöde)
- Windischbachmühl (Einöde)

## Geschichte

### Bis zur Gemeindegründung
Der Ort wurde um 1140 erstmals als Brugge urkundlich erwähnt. Als Markt wird Bruck am 25. April 1343 greifbar, denn damals trugen Reymar der Jüngere von Schwarzenburg und seine Schwester den Herzögen von Oberbayern Bruck als Lehen auf, d. h., sie stellten sich unter deren Schutz. Danach erscheint Bruck wieder in einer Verkaufsurkunde vom 19. Juni 1345 des Ulrich von Satzenhofen, einem Schwager des  Reymar von Schwarzenburg, in der Bruck an die Pfalzgrafen Ruprecht der Ältere und Ruprecht der Jüngere veräußert wird.
Das Halsgericht über den Markt Bruck war ein Lehen der Landgrafen von Leuchtenberg. Um 1396 übertrugen sie dieses dem Dietrich Hofer von Lobenstein. Am 3. Mai 1470 traten die Brüder Hans und Dietrich Hofer von Lobenstein ihre Gerechtsame zu Bruck an den Pfalzgrafen Otto II. ab. Dieser bestätigte am 15. Mai 1468 dem Rat und der Gemein die alten Rechte, insbesondere das Recht viermal im Jahr einen Jahrmarkt abzuhalten. In dem am 12. Juli 1489 verliehenen Freiheits- und Privilegienbrief wird dem Markt auch das Ummauerungsrecht verliehen. Vermutlich steht dies in Zusammenhang mit den Hussiteneinfällen seit Beginn des 15. Jahrhunderts.
Allerdings wurde mit dem Mauerbau erst nach 1527 auf Befehl des Pfalzgrafen Friedrich begonnen, wobei auch daran gedacht war, Vaganten und Raubgesindel abzuhalten. Die errichtete Mauer war 15 Fuß hoch, besaß 12 Halbtürme und drei Tore.
In dem Freiheitsbrief von 1489 wird auch zwischen der Niedergerichtsbarkeit, die in der Selbstverwaltung  des Marktes stand, und der hohen Strafgerichtsbarkeit unterschieden, die von dem durch den Landesherren eingesetzten Pfleger ausgeübt wurde. Ein weiterer Amtmann war als Gerichts-, Markt- und Polizeidiener vorgesehen. Pfleger und Amtmann kam auch die Aufgabe zu, die Privilegien des Marktes zu schützen. Diese Privilegien wurden auch von späteren Landesherren (Kurfürst Friedrich V. von 1615, Kurfürst Maximilian von 1628) bestätigt.
Im Dreißigjährigen Krieg wurde Bruck von den Schweden völlig zerstört, was in der Folgezeit zu einer hohen Verschuldung führte. Selbst in dem Gewerbesteuerkataster von 1809 wird die wirtschaftliche Situation des Marktes durch Joseph Anton von Destouches als äußerst ungünstig dargestellt. Durch die Montgelas’schen Reformen  wurde die Selbstverwaltung des Marktes weiter eingeschränkt und die von dem Markt ausgeübte niedere Gerichtsbarkeit 1808 ganz aufgehoben. Durch das Gemeindeedikt von 1818 erhielt der Markt seine Selbstverwaltung in eingeschränkter Form wieder zurück.

### Kreiszugehörigkeit
Mit Wirkung vom 1. Juli 1972 kam Bruck zum Landkreis Schwandorf.

### Eingemeindungen
Im Jahr 1945 oder 1946 wurden die Gemeinden Mappach, Mögendorf und Vorderthürn eingegliedert. Im Zuge der Gebietsreform in Bayern kamen am 1. Juli 1971 Schöngras und Sollbach hinzu. Zum 1. November 2013 kam ein Stück des aufgelösten gemeindefreien Gebiets Einsiedler und Walderbacher Forst hinzu. Am 1. Januar 2017 wurde ein Teil des ehemaligen gemeindefreien Gebiets Östlicher Neubäuer Forst eingegliedert.

### Einwohnerentwicklung
Zwischen 1988 und 2019 wuchs der Markt von 4093 auf 4446 um 353 Einwohner bzw. um 9 %.

## Politik
- SPD: 3
- Grüne: 2
- FW: 4
- CSU: 6
- Sonst.: 1

Unter den Sitzen der CSU befindet sich die 1. Bürgermeisterin, der ehemalige AfD-Kandidat ist mittlerweile parteilos.

### Marktgemeinderat
Die Kommunalwahl am 15. März 2020 führte zu folgender Sitzverteilung:
| SPD     | Grüne   | FW      | CSU     | Parteilos |
| ------- | ------- | ------- | ------- | --------- |
| 3 Sitze | 2 Sitze | 4 Sitze | 6 Sitze | 1 Sitz    |

Thomas Faltermeier ist am 28. September 2020 aus der AfD ausgetreten und ist aktuell parteilos.

### Bürgermeister
Die Bürgermeisterwahl am 15. März 2020 führte zu folgendem Ergebnis:
- Heike Faltermeier (CSU): 43,2 %
- Reinhard Ehemann (FW): 27,7 %
- Gregor Wettinger (SPD): 21,7 %
- Manfred Pfauntsch (GRÜNE): 7,4 %

Die beiden stärksten Kandidaten traten am 29. März 2020 in einer Stichwahl gegeneinander an, die Heike Faltermeier (CSU) mit 61,4 % der Stimmen gegen Reinhard Ehemann (FW) gewann, der 38,6 % erzielte.

### Wappen
| | Blasonierung: „In Blau über silbernen Wellen eine goldene Holzbrücke, auf der ein rot gekrönter und rot bewehrter goldener Löwe schreitet.“ |
| Wappenbegründung: Die Brücke redet für den Ortsnamen; in Bruck, 1343 erstmals als Markt belegt, überquerte die wichtige Altstraße von Regensburg nach Prag den Sulzbach. Der pfalzbayerische Löwe erinnert an die Ortsherrschaft der Wittelsbacher. Das Wappen geht zurück auf das aus dem späten 15. Jahrhundert stammende und seit 1508 in Abdrucken überlieferte erste Siegel des Marktes. Die drei folgenden, auf das 16. Jahrhundert, um 1590 und 1684 datierten Siegel, stimmen in allen Einzelheiten mit dem Wappen überein, ebenso die Bürgermeistermedaille um 1820 und Abbildungen aus dem 19. Jahrhundert. Nur bei Apian (um 1562) wird der Löwe ungekrönt und nach links gewendet gezeigt. Die Tingierung war nicht einheitlich. Wappen seit Ende des 15. Jahrhunderts. | |

### Partnerstädte
Partnerstädte sind:
- Seiffen im Erzgebirge (seit 1991)
- Malesherbes, Frankreich (seit 1996)
- Ober-Olm, Rheinland-Pfalz
- Bobrowice, Polen

## Verkehr

### Straße
An das Autobahnnetz ist Bruck durch die 15 Kilometer entfernte Bundesautobahn 93 angeschlossen (von Süden kommend: Anschlussstelle Teublitz (35); von Norden kommend: Anschlussstelle Schwandorf Mitte (33) in Richtung Cham – Bundesstraße 85). Die gut ausgebaute B 85 verläuft direkt nördlich der Marktgemeinde und wird in der Region wegen ihrer teilweise vierspurigen Streckenführung auch Bayerwaldautobahn genannt. Die Kraftfahrstraße Bundesstraße 16, die direkt nach Regensburg führt, kann man in dem knapp sieben Kilometer entfernten Nachbarort Nittenau erreichen.

### Schiene
Ein Bahnhof befindet sich in der benachbarten Gemeinde Bodenwöhr. Der Zugbetrieb wird durch die Oberpfalzbahn gewährleistet. Die Linie verläuft von Schwandorf nach Furth im Wald über Bodenwöhr-Nord, Roding und Cham. Zwischen 1907 und 1955 befand sich im Ort eine Haltestelle an der Bahnstrecke Bodenwöhr–Nittenau. Diese Bahnstrecke wird heute nur noch von Güterzügen befahren.
Die Stadt Regensburg hat zusammen mit anderen ostbayerischen Kommunen und Institutionen in den vergangenen Jahren eine Reihe von Maßnahmen zur Verbesserung der Schieneninfrastruktur in Ostbayern ergriffen. Hierbei soll eine Neubaustrecke zwischen Regensburg und Pilsen entstehen – die Donau-Moldau-Bahn –, auf welcher die Fernverkehrszüge von München nach Prag fahren sollen. Sollte das Projekt verwirklicht werden, so ist es wahrscheinlich, dass Bruck-Schöngras und Nittenau einen Bahnhof an dieser neuen Trasse bekommen.

### Luftfahrt
Das Ultraleichtfluggelände Nittenau-Bruck liegt zwischen den beiden Ortschaften Nittenau und Bruck.

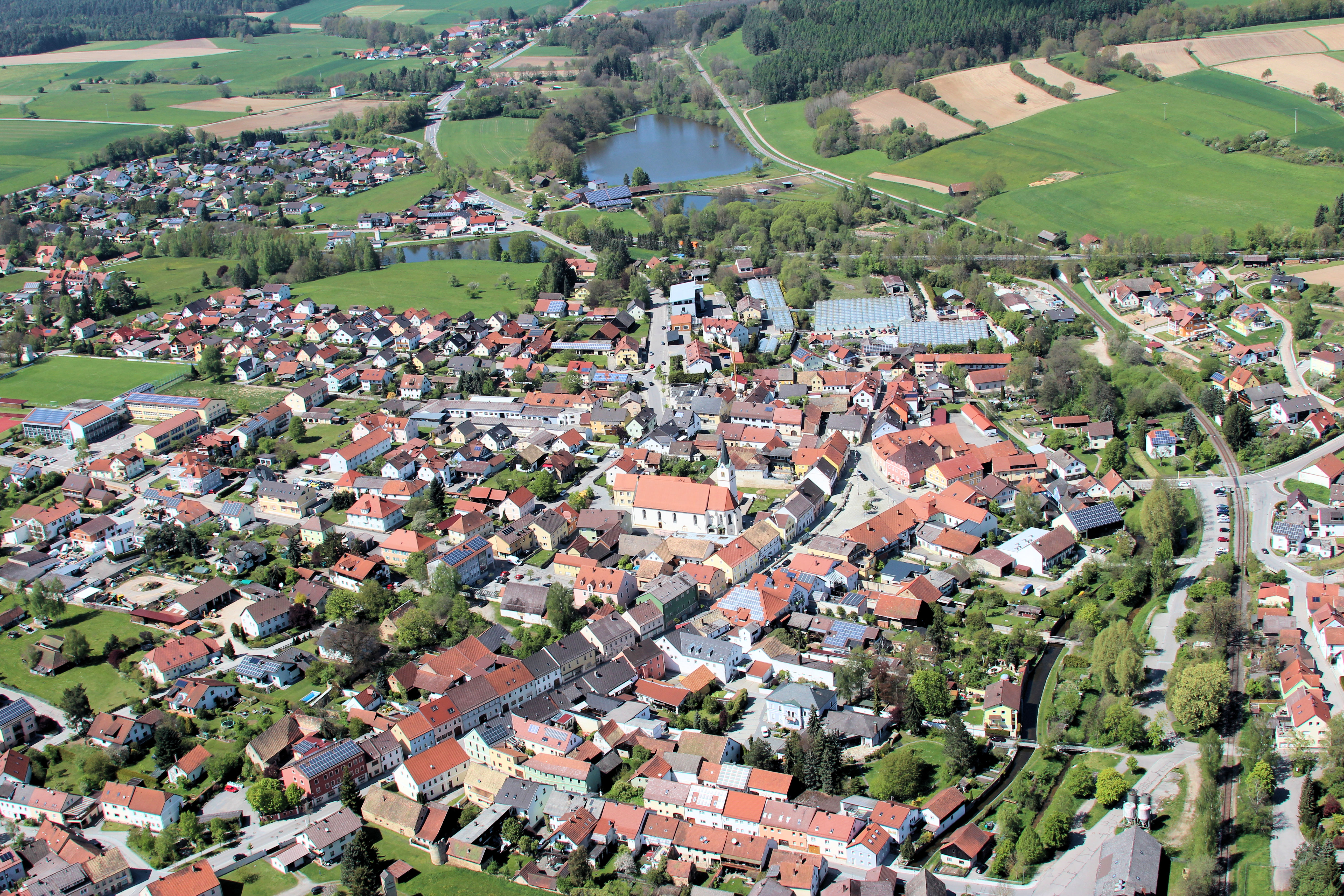
Bruck (2017)
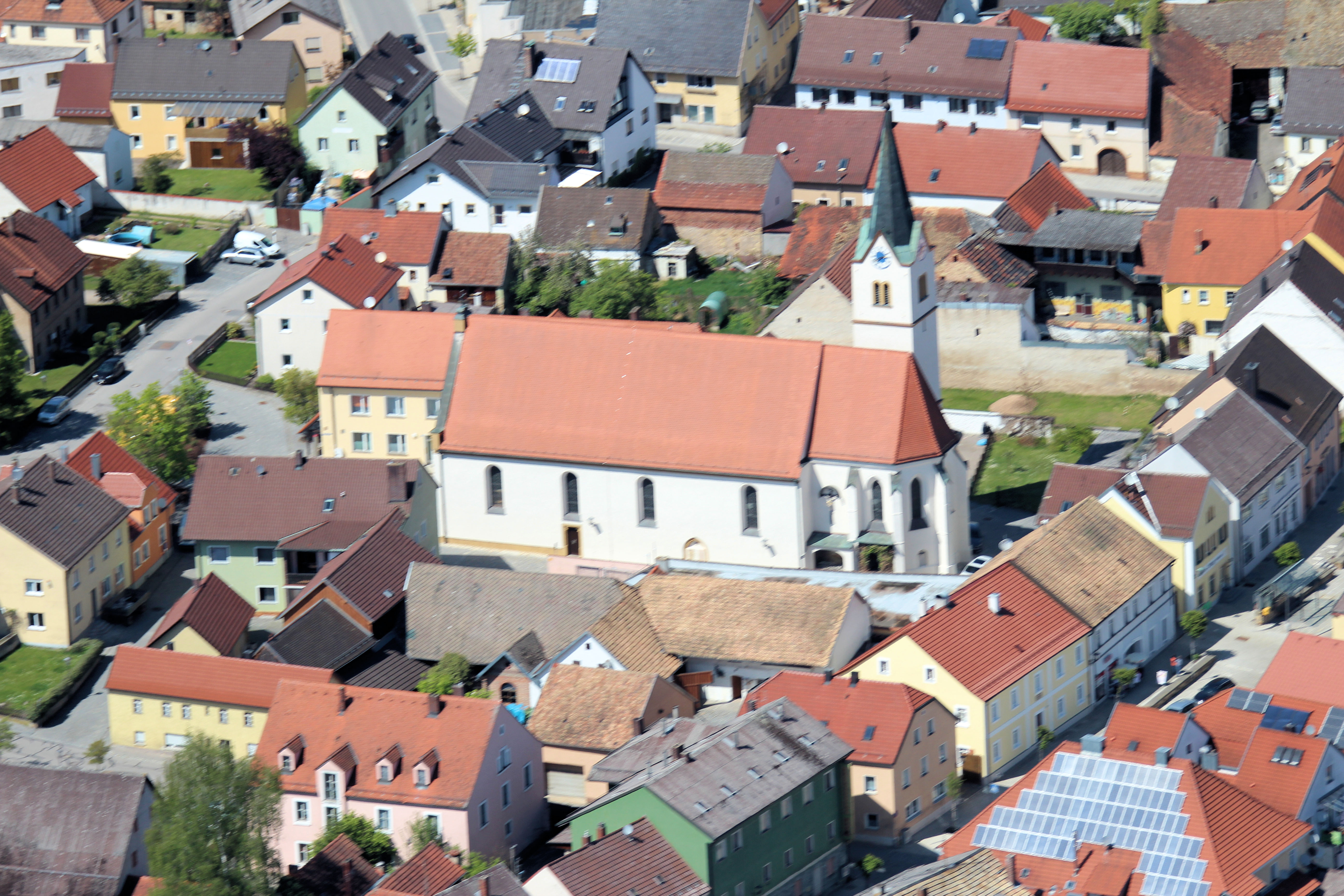
St. Ägidius (2017)
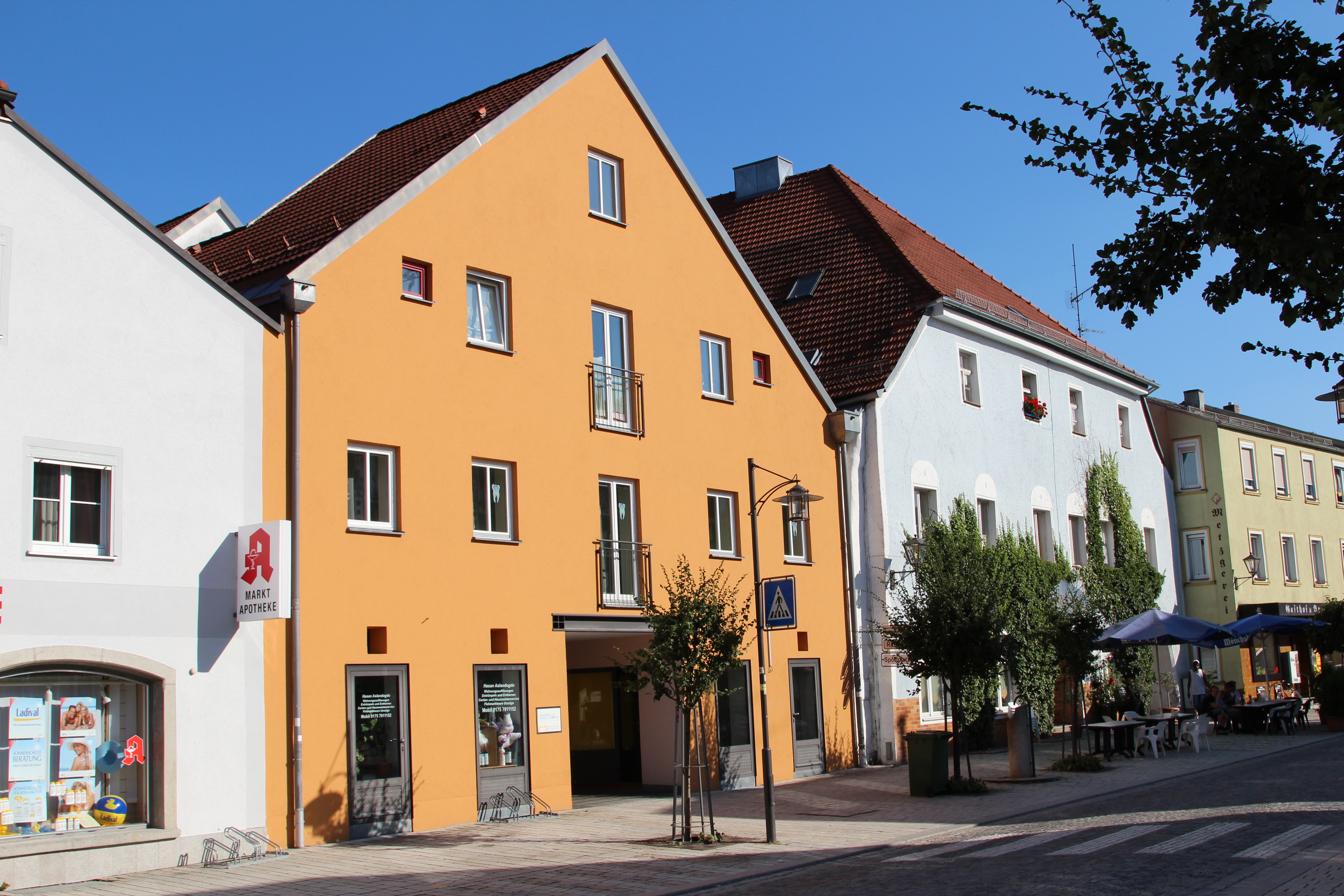
Bruck (2013)
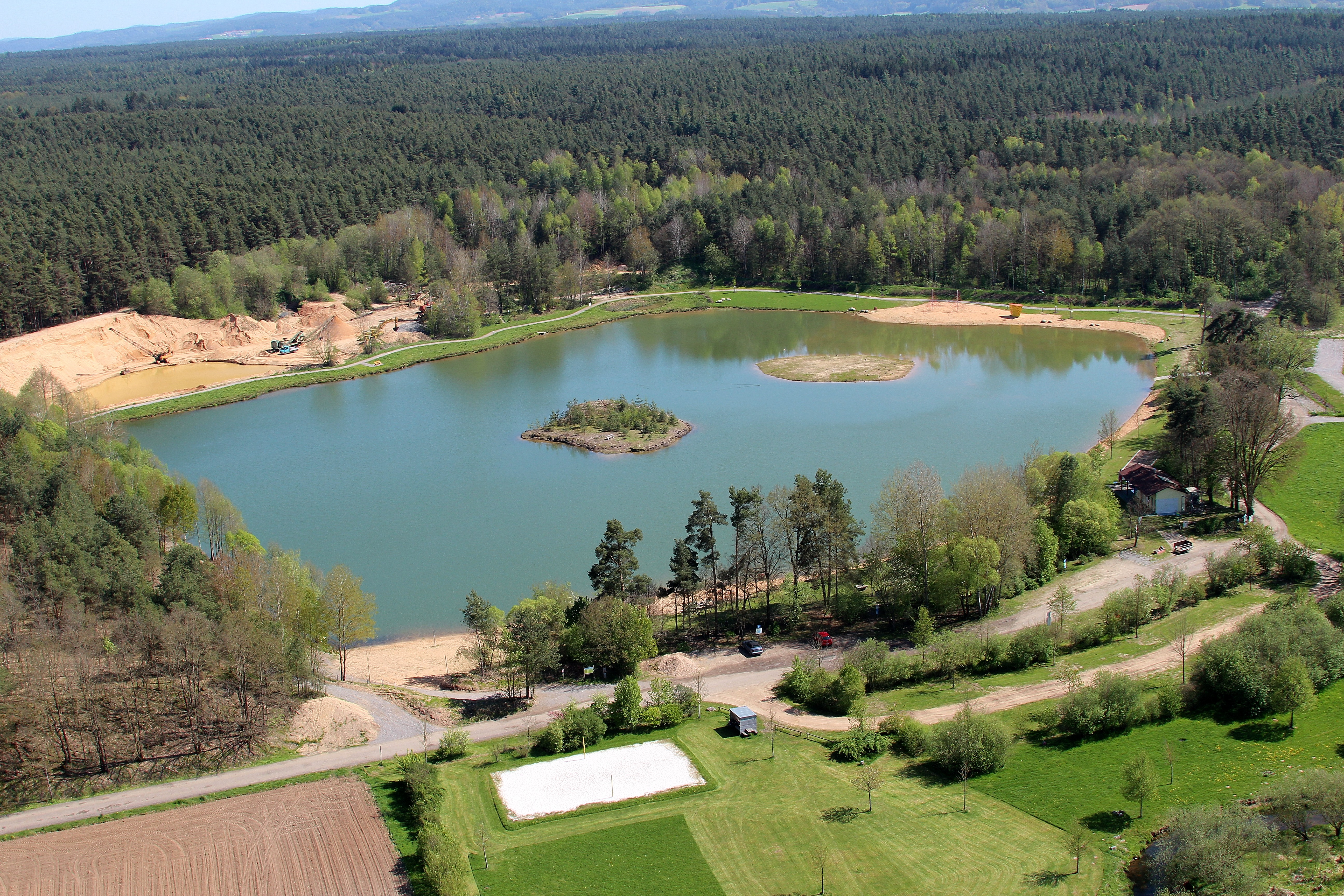
Sandoase Sulzbach (2017)
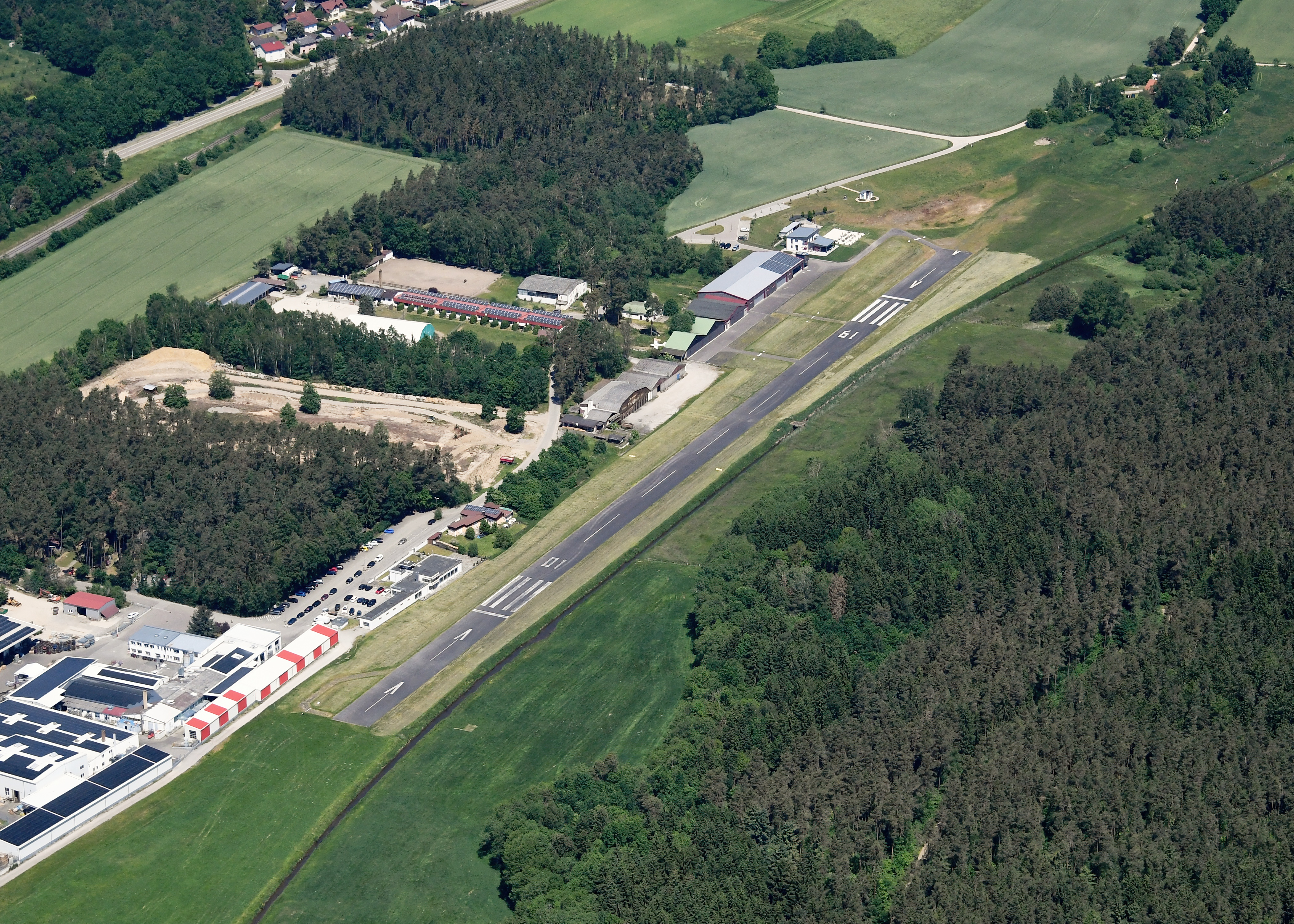
Ultraleichtfluggelände Nittenau-Bruck (2023)

## Sport
Die Spielvereinigung Bruck wurde 1925 gegründet. Die Vereinsfarben sind Schwarz und Weiß. Angeboten werden die Sparten Fußball, Damengymnastik, Stockschießen, Kinderbodenturnen, Basketball, Herrengymnastik, Ski, Schach, Taekwondo, Yoga, Tennis und Volleyball.

## Sehenswürdigkeiten
- Reste der Marktbefestigung, Halbtürme aus dem Jahre 1489
- Heimat- und Bauernmuseum Mappach
- Wallfahrtskirche St. Sebastian
- Katholische Pfarrkirche St. Ägidius
- Sandoase Sulzbach

## Natur
- Das Naturschutzgebiet Wald- und Heidelandschaft östlich von Bodenwöhr und Bruck i. d. OPf.

## Feste
- Bürgerfest jedes Jahr im Juli
- Weihnachtsmarkt

## Persönlichkeiten
- Franz Xaver Krautbauer (1824–1885), katholischer Bischof von Green Bay, USA, im Ortsteil Mappach geboren
- Karl Ernst Maier (1920–2011), Germanist
- Emilia Müller (* 1951), Politikerin, wohnhaft in Bruck, Ministerin in den Kabinetten Stoiber IV, Seehofer I und Seehofer II.